# Campeonato Mundial de Natação em Piscina Curta de 2010 - 200 m medley masculino
A prova dos 200 metros nado medley masculino do Campeonato Mundial de Natação em Piscina Curta de 2010 foi disputado em 17 de dezembro em Dubai nos Emirados Árabes Unidos.

## Recordes
Antes desta competição, os recordes mundiais e do campeonato nesta prova eram os seguintes:
|    | Nome            | Nacionalidade  | Tempo (minuto) | Local      | Data                   |
| -- | --------------- | -------------- | -------------- | ---------- | ---------------------- |
| WR | Darian Townsend | África do Sul  | 1:51.55        | Berlim     | 15 de dezembro de 2009 |
| CR | Ryan Lochte     | Estados Unidos | 1:51.56        | Manchester | 11 de abril de 2008    |

## Medalhistas
| Ouro              | Prata              | Bronze            |
| Ryan Lochte (USA) | Markus Rogan (AUT) | Tyler Clary (USA) |

## Resultados

### Eliminatórias
As eliminatórias ocorreram dia 17 de dezembro. Oito atletas num total de 57 se classificaram  para a final. 
| Colocação | Bateria | Raia | Nome                                 | Tempo   | Notas |
| --------- | ------- | ---- | ------------------------------------ | ------- | ----- |
| 1         | 8       | 4    | Ryan Lochte (USA)                    | 1:53.39 | Q     |
| 2         | 7       | 4    | Markus Rogan (AUT)                   | 1:53.66 | Q     |
| 3         | 7       | 3    | Henrique Rodrigues (BRA)             | 1:53.96 | Q     |
| 4         | 8       | 5    | Tyler Clary (USA)                    | 1:54.69 | Q     |
| 5         | 8       | 3    | Vytautas Janušaitis (LTU)            | 1:54.80 | Q     |
| 6         | 8       | 1    | Kenneth To (AUS)                     | 1:54.88 | Q     |
| 7         | 6       | 5    | Dinko Jukić (AUT)                    | 1:55.14 | Q     |
| 8         | 6       | 2    | Tommaso D'Orsogna (AUS)              | 1:55.41 | Q     |
| 9         | 8       | 6    | Gal Nevo (ISR)                       | 1:55.43 |       |
| 10        | 7       | 5    | László Cseh (HUN)                    | 1:55.47 |       |
| 11        | 7       | 6    | Diogo Carvalho (POR)                 | 1:55.87 |       |
| 12        | 6       | 8    | Chad le Clos (RSA)                   | 1:56.00 |       |
| 13        | 7       | 1    | Bradley Ally (BAR)                   | 1:56.11 |       |
| 14        | 5       | 6    | Takuro Fujii (JPN)                   | 1:56.17 |       |
| 15        | 4       | 5    | Shaune Fraser (CAY)                  | 1:56.21 |       |
| 16        | 8       | 2    | Dávid Verrasztó (HUN)                | 1:56.29 |       |
| 17        | 7       | 7    | Omar Pinzón (COL)                    | 1:56.35 |       |
| 18        | 8       | 7    | Simon Sjoedin (SWE)                  | 1:56.36 |       |
| 19        | 6       | 7    | Marcin Cieslak (POL)                 | 1:56.59 |       |
| 20        | 6       | 6    | Alexander Tikhonov (RUS)             | 1:57.27 |       |
| 21        | 7       | 2    | Federico Turrini (ITA)               | 1:57.39 |       |
| 22        | 6       | 3    | Lukasz Wojt (POL)                    | 1:57.44 |       |
| 23        | 5       | 2    | Taki M'Rabet (TUN)                   | 1:57.98 |       |
| 24        | 5       | 4    | Pavel Sankovich (BLR)                | 1:58.01 |       |
| 25        | 8       | 8    | Diogo Yabe (BRA)                     | 1:58.36 |       |
| 26        | 6       | 1    | Tomáš Fucík (CZE)                    | 1:58.54 |       |
| 27        | 4       | 3    | Aleksey Derlyugov (UZB)              | 1:58.69 |       |
| 28        | 7       | 8    | Raphael Stacchiotti (LUX)            | 1:59.13 |       |
| 29        | 1       | 5    | Huang Chaoseng (CHN)                 | 1:59.23 |       |
| 30        | 1       | 3    | Wang Chengxiang (CHN)                | 1:59.76 |       |
| 31        | 5       | 3    | Alexander Broberg Skeltved (NOR)     | 2:00.61 |       |
| 32        | 5       | 8    | Vasilii Danilov (KGZ)                | 2:01.94 |       |
| 33        | 5       | 7    | Saeed Malekae Ashtiani (IRI)         | 2:02.74 |       |
| 34        | 3       | 4    | Andres Montoya (COL)                 | 2:02.82 |       |
| 35        | 3       | 3    | Jean Luis Apolinar Gomez Nuñes (DOM) | 2:03.17 |       |
| 36        | 5       | 1    | Ensar Hajder (BIH)                   | 2:03.31 |       |
| 37        | 4       | 2    | Dmitriy Shvetsov (UZB)               | 2:03.64 |       |
| 38        | 4       | 1    | Chu Kevin Kam Yin (HKG)              | 2:04.44 |       |
| 39        | 5       | 5    | Pedro Miguel Pinotes (ANG)           | 2:05.20 |       |
| 40        | 2       | 5    | Jourdy Martis (AHO)                  | 2:06.93 |       |
| 41        | 3       | 5    | Giorgi Mtvralashvili (GEO)           | 2:07.13 |       |
| 42        | 3       | 1    | Nicholas James (ZIM)                 | 2:07.60 |       |
| 43        | 4       | 6    | Edvin Angjeli (ALB)                  | 2:07.88 |       |
| 44        | 4       | 7    | Obaid Al Jasmi (UAE)                 | 2:08.64 |       |
| 45        | 4       | 4    | Yousef Alaskari (KUW)                | 2:08.68 |       |
| 46        | 3       | 2    | Quinton Delie (NAM)                  | 2:09.77 |       |
| 47        | 3       | 7    | Colin Bensadon (GIB)                 | 2:11.50 |       |
| 48        | 3       | 6    | Loai Abdulwahid Tashkandi (KSA)      | 2:12.57 |       |
| 49        | 3       | 8    | Chou Kit (MAC)                       | 2:13.32 |       |
| 50        | 2       | 4    | James Sanderson (GIB)                | 2:15.03 |       |
| 51        | 4       | 8    | Ali Al Kaabi (UAE)                   | 2:15.31 |       |
| 52        | 2       | 3    | Nisar Ahmed (PAK)                    | 2:20.53 |       |
| 53        | 2       | 7    | Ahmed Atari (QAT)                    | 2:25.29 |       |
| 54        | 2       | 2    | Hamdan Iqbal Bayusuf (KEN)           | 2:25.44 |       |
| -         | 1       | 4    | Kouassi Franck Olivier Brou (CIV)    | DNS     |       |
| -         | 2       | 6    | Tano Pierre Claver Atta (CIV)        | DNS     |       |
| -         | 6       | 4    | Markus Deibler (GER)                 | DNS     |       |

### Final
A final teve sua disputa realizada em 17 de dezembro.
| Colocação         | Raia | Nome                      | Tempo   | Notas |
| ----------------- | ---- | ------------------------- | ------- | ----- |
| Medalha de ouro   | 4    | Ryan Lochte (USA)         | 1:50.08 | WR    |
| Medalha de prata  | 5    | Markus Rogan (AUT)        | 1:52.90 |       |
| Medalha de bronze | 6    | Tyler Clary (USA)         | 1:53.56 |       |
| 4                 | 3    | Henrique Rodrigues (BRA)  | 1:54.20 |       |
| 5                 | 2    | Vytautas Janušaitis (LTU) | 1:54.79 |       |
| 6                 | 7    | Kenneth To (AUS)          | 1:55.64 |       |
| 7                 | 1    | Dinko Jukić (AUT)         | 1:56.51 |       |
| 8                 | 8    | Tommaso D'Orsogna (AUS)   | 1:57.12 |       |

Legenda
| Recorde mundial       | Recorde mundial (World record)               |                       | Recorde africano                      | Recorde africano (African) |                                           | Q | Classificado por posição (Qualified) |
| Recorde do campeonato | Recorde do campeonato (Championship record)  | Recorde da América    | Recorde da América (Americas)         | q                          | Classificado por melhor tempo (Qualified) |   |                                      |
| Melhor marca do ano   | Melhor marca do ano (World leading)          | Recorde asiático      | Recorde asiático (Asian)              | DNS                        | Não largou (Did not start)                |   |                                      |
| Recorde nacional      | Recorde nacional (National record)           | Recorde europeu       | Recorde europeu (European)            | DNF                        | Não terminou (Did not finish)             |   |                                      |
| Recorde pessoal       | Recorde pessoal do atleta (Personal best)    | Recorde da Oceania    | Recorde da Oceania (Oceania)          | DSQ / DQ                   | Desclassificado (Disqualified)            |   |                                      |
| Recorde da temporada  | Recorde da temporada do atleta (Season best) | Recorde sul-americano | Recorde sul-americano (South America) | NM                         | Sem marca (No mark)                       |   |                                      |